# Hoplopholcus cecconii
Hoplopholcus cecconii is een spinnensoort uit de familie trilspinnen (Pholcidae). De soort komt voor in Turkije, Israël en Libanon.